# Step You/Is This Love?
Singles de Ayumi Hamasaki
Carols
(2004) Fairyland
(2005)
Step You / Is This Love? (écrit : STEP you / is this LOVE?) est le 35e single original de Ayumi Hamasaki sorti sous le label Avex Trax, en excluant ré-éditions, remixes, et son tout premier single sorti sous un autre label.

## Présentation
Le single sort le 20 avril 2005 au Japon sous le label Avex Trax, produit par Max Matsuura. Il sort six mois après le précédent single de la chanteuse, Carols. Il atteint la 1re place du classement de l'Oricon. Il se vend à 345 340 exemplaires la première semaine, et reste classé pendant 19 semaines, pour un total de 309 128 exemplaires vendus durant cette période. C'est le quatrième single de la chanteuse à sortir aussi en version "CD+DVD", avec un DVD supplémentaire contenant les clips vidéo des deux chansons du disque, plus celui du titre My Name's Women du précédent album My Story qui ne figurait pas sur la version DVD de l'album.
C'est le premier single "double face A" officiel de la chanteuse, contenant deux chansons et leurs versions instrumentales, plus leurs clips vidéo sur la version avec DVD ; cependant, un précédent single sorti neuf mois plus tôt, Inspire (avec Game en "face B"), contenait lui aussi deux chansons avec chacune sa version instrumentale et son clip vidéo, ce qui en faisait déjà un single "double face A" officieux.
Les deux chansons ont servi de themes musicaux pour des campagnes publicitaires : Step You pour le produit D-snap Audio de la marque Panasonic, et Is This Love? pour la marque Morinaga Bake. Elles figureront sur l'album (Miss)understood qui sortira huit mois plus tard. Le titre Step You figurera aussi sur les compilations A Best 2: White de 2007 et A Complete: All Singles de 2008, et sera également remixé sur les albums Ayu-mi-x 6 Gold de 2008 et Ayu-mi-x 7 presents ayu-ro mix 4 de 2011. Le titre Is This Love? figurera aussi quant à lui sur la compilation A Best 2: Black de 2007.

## Liste des titres
Toutes les paroles sont écrites par Ayumi Hamasaki.
| 1. | Step You "Original Mix" (STEP you...)                          | Kazuhiro Hara / CMJK | 4:25 |
| 2. | Is This Love? "Original Mix" (is this LOVE?...)                | Miki Watanabe / HΛL  | 4:55 |
| 3. | Step You "Original Mix" (instrumental) (STEP you...)           | Kazuhiro Hara / CMJK | 4:24 |
| 4. | Is This Love? "Original Mix" (instrumental) (is this LOVE?...) | Miki Watanabe / HΛL  | 4:52 |

| 1. | Step You (vidéo clip)        |  |
| 2. | Is This Love? (vidéo clip)   |  |
| 3. | My Name's Women (vidéo clip) |  |